# Celownik dioptryjny

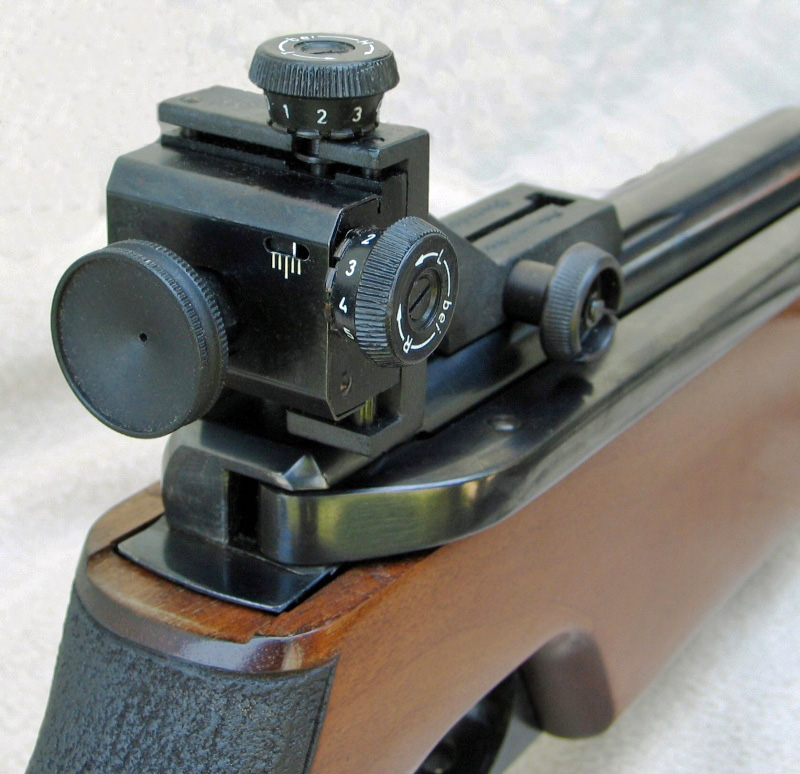
Celownik dioptryjny (diopter)

Celownik dioptryjny (diopter) – mechaniczny celownik strzelecki, wyposażony w przeziernik z otworem o bardzo małej średnicy (ok. 1,5 mm, a niekiedy nawet poniżej 1 mm). Stosowany przede wszystkim w broni sportowej.

## Charakterystyka
W porównaniu ze standardowym celownikiem przeziernikowym posiadającym około 3 mm otwór, w celowniku dioptryjnym został on znacznie pomniejszony, a sama płytka przeziernika całkowicie zasłania oko strzelca. Konstrukcja taka znacząco zwiększa głębię ostrości, przez co muszka i cel pozostają wyraźnie widoczne niemal na każdym dystansie, dzięki czemu celownik tego typu wyróżnia się bardzo wysoką precyzją.
Wadą diopterów jest jednak drastyczne ograniczenie pola widzenia, przez co obserwacja otoczenia celu staje się praktycznie niemożliwa. Przy używaniu celownika dioptryjnego znacząco utrudnione jest również adaptowanie się do zmiany dystansu, a samo celowanie wymaga od strzelca idealnie powtarzalnego składania się do strzału.
Cechy te sprawiają, że zakres jego praktycznego stosowania pozostaje ograniczony, zawężając się głównie do strzelectwa sportowego, w którym wymagana jest wysoka precyzja, a wielkość celu i dystans do niego są z góry ustalone i powtarzalne.